# لاتیمر (پنسیلوانیا)
لاتیمر (به انگلیسی: Lattimer) یک منطقهٔ مسکونی در ایالات متحده آمریکا است که در شهرستان لوزرن، پنسیلوانیا واقع شده‌است. لاتیمر ۰٫۶ کیلومتر مربع مساحت و ۵۵۴ نفر جمعیت دارد.